# Джанель Молоні
Джанель Молоні (англ. Janel Moloney; (3 жовтня 1969 , Вудленд-Гіллз, Каліфорнія )) — американська акторка, яка двічі номінувалася на премію «Еммі».

## Життєпис
Джанель Молоні народилася 1969 року в Вудленд-Гіллзі, штат Каліфорнія і закінчила Перчейз-коледж Університету Нью-Йорка, а в підлітковому віці виступала в різних мюзиклах, таких як «Енні». 
Джанель Молоні доводиться племінницею акторці Крістін Еберсоул. 
Під час президентської кампанії в США 2004 року Джанель була активною прихильницею кампанії Джона Керрі та виступала від її імені.
У Молоні є син Юліус від композитора Марсело Зарвоса.

## Кар'єра
У 1990-х роках Молоні розпочала кар'єру на екрані, граючи епізодичні ролі в таких серіалах як «Швидка допомога», «Ніч спорту» та «Вона написала вбивство», а також з'явилася у фільмах «Секс, брехня, божевілля» та «Відчайдушні заходи».
В 1999 році Молоні отримала роль Донні Мосс в телесеріалі «Західне крило» і знімалася в шоу аж до його фіналу в 2006 році. Вона двічі номінувалася на премію «Еммі» за найкращу жіночу роль другого плану в драматичному телесеріалі, а також отримала дві нагороди Гільдії кіноакторів США разом із акторським складом. Між зйомками в серіалі вона знялася в телефільмах «Піф-паф, ти — мертвий» та «Бурштиновий Фрей: Свідок звинувачення», а потім приєдналася до серіалу «Братство». В останні роки вона, головним чином, активна грала в театрі, а також знялася в кількох незалежних фільмах і була гостем у серіалах «30 потрясінь», «Доктор Хаус», «Закон і порядок: Злочинний намір» та «Гарна дружина». У 2014 році Молоні взяла на себе другорядні ролі в серіалах «Альфа-дім» та «Залишені».

## Фільмографія

### Фільми
|      | Назва                       | Роль                | Примітки |
| ---- | --------------------------- | ------------------- | -------- |
| 1993 | Коханець мрії               | Аліса Келлер        |          |
| 1995 | Безпека                     | перукар             |          |
| 1995 | Дикий Білл                  | Ерлін               |          |
| 1997 | 'Ідеал, що вислизає         | Бібі Мосс, 25 років |          |
| 1998 | Відчайдушні заходи          | Сара Девіс          |          |
| 1998 | The Souler Opposite         | Теа Дуглас          |          |
| 2002 | Піф-паф, ти – мертвий       | Еллі Мілфорд        |          |
| 2005 | «Просто молися»             | Шеріл Лоусон        | Короткий |
| 2010 | Безрукий                    | Анна                |          |
| 2013 | Струс мозку                 | Пру                 |          |
| 2014 | «Залишся, а потім іди»      | Меріон Берд         |          |
| 2016 | «Половина ідеального світу» | Джина               |          |
| 2017 | Шукач дозвілля              | Джейн               |          |

### Телесеріали
|                | Назва                                                                   | Роль                                  | Примітки |
| -------------- | ----------------------------------------------------------------------- | ------------------------------------- | --- |
| 1987           | Roomies                                                                 | Punk Co-Ed                            | Епізод: «Той, що втік» |
| 1991           | «Врятувати дитину»                                                      | Джанель Лоурі                         | телефільм |
| 1991           | …А потім вона пішла                                                     | Мері                                  | телефільм |
| 1992           | Подвійний край                                                          | Джен                                  | телефільм |
| 1993           | Пригоди Бріско Каунті-молодшого                                         | Мері Сімс                             | Епізод: «Пірати!» |
| 1993           | Бейкерсфілд P.D.                                                        | Сара                                  | Епізод: «Lucky 13» |
| 1995           | Швидка допомога                                                         | Місіс Ненсі Ларсон                    | Епізод: «The Birthday Party» |
| 1995           | Вона написала вбивство                                                  | Марія Корбін                          | Епізод: «Небажаний свідок» |
| 1996           | Надзвичайний інцидент                                                   | Подружка нареченої МакМанус           | Епізод: «Доки смерть не розлучить нас» |
| 1998           | Спортивний вечір                                                        | Моніка Бразелтон                      | Епізод: «Шість південних джентльменів Теннессі» |
| 1999–2006 роки | Західне крило                                                           | Донна Мосс                            | 149 епізодів Премія Гільдії кіноакторів за найкращу роль ансамблю в драматичному серіалі (2001, 2002) Номінація — Премія «Еммі» за найкращу жіночу роль другого плану в драматичному телесеріалі (2002, 2004) Номінація — Премія Гільдії кіноакторів за найкращу гру в драматичному серіалі (2003—2006) |
| 2005           | Ембер Фрей: Свідок обвинувачення                                        | Ембер Фрей                            | телефільм |
| 2007           | Братство                                                                | Дана Чейз                             | 5 серій |
| 2008           | Доктор Хаус                                                             | Меггі                                 | Епізод: «Це чудова брехня» (4-й сезон) |
| 2008           | Щеняча любов                                                            | Аллегра                               | |
| 2008           | 30 потрясінь                                                            | Джессіка Шпаєр                        | Епізод: «Reunion» |
| 2009           | Життя на Марсі                                                          | Пет Олсен                             | Епізод: «Помста зламаної щелепи» |
| 2009           | Закон і порядок: Злочинні наміри                                        | Еллісон Вайлер                        | Епізод: «Вірно» |
| 2009           | Надзвичайний атлас капітана Кука                                        | Меріон Маллой                         | телефільм |
| 2012           | «Спеціальне західне крило, щоб отримати користь, коли ми всі голосуємо» | Донна Мосс                            | Відео коротке |
| 2013           | Гарна дружина                                                           | Кеті Айзенштадт                       | Епізод: «Дорогоцінний товар» |
| 2014–2017 роки | Залишені                                                                | Мері Джеймісон                        | Періодичність (сезон 1), головна роль (сезон 2–3) |
| 2014           | Alpha House                                                             | Сенатор Пег Стенчіон                  | 4 епізоди |
| 2015           | Чорний список                                                           | Кет Гудсон                            | 2 епізоди |
| 2017           | Американський злочин                                                    | Раелін                                | 5 серій |
| 2018           | Закон і порядок: Спеціальний корпус                                     | Доктор Лоррейн Франчелла              | Епізод: «Dare» |
| 2018–2019 роки | Афера                                                                   | Аріель                                | 2 епізоди |
| 2020           | Знищення                                                                | Саллі Моррісон                        | 2 епізоди |
| 2021           | Булл                                                                    | Ада Сазерленд                         | Епізод: «Fallen Idols» |
| 2021           | ФБР                                                                     | Ханна Томпсон                         | Епізод: «Вогонь і дощ» |
| 2022           | Закон і порядок: організована злочинність                               | Заступник інспектора Ліліан Гольдфарб | 5 серій |

## Нагороди та номінації
- " Еммі "
  - 2002, 2004 — Премія «Еммі» за найкращу жіночу роль другого плану в драматичному телесеріалі — «Західне крило» (номінація)

" Премія Гільдії кіноакторів США "
  - 2001, 2002 — Премія Гільдії кіноакторів США за найкращий акторський склад у драматичному серіалі — «Західне крило»
  - 2003—2006 — Премія Гільдії кіноакторів США за найкращий акторський склад у драматичному серіалі — «Західне крило» (номінація)